# Palazzo di Sangro di Casacalenda
El Palazzo di Sangro di Casacalenda es un palacio de Nápoles situado en la Piazza San Domenico Maggiore, en pleno centro histórico.

## Historia

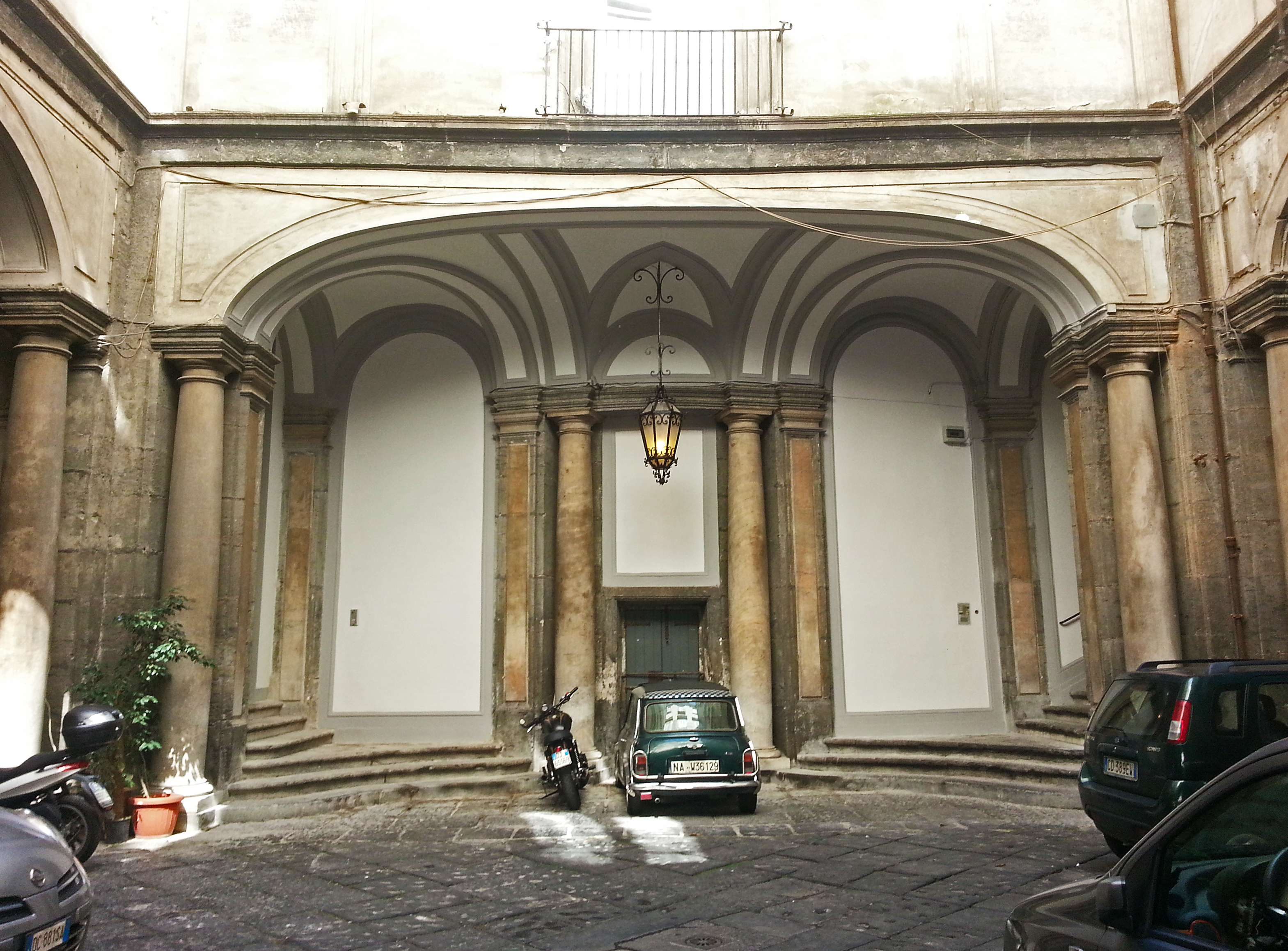
El patio del Palazzo di Sangro di Casacalenda.

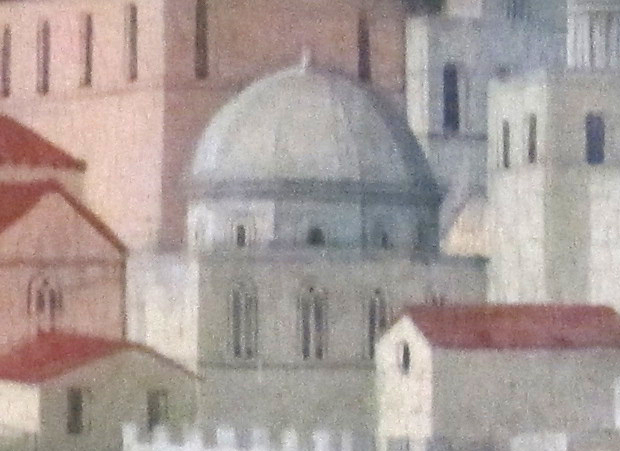
Probablemente la iglesia de Santa Maria della Rotonda en la Tavola Strozzi.

Encargado por Marianna di Sangro, duquesa de Casacalenda y de Campolieto, fue construido sobre una antigua fábrica en la segunda mitad del siglo XVIII por Mario Gioffredo, sustituido antes de que se completaran las obras por Luigi Vanvitelli.
La voluntad inicial de la duquesa era simplemente la de remodelar la propiedad, sin perder definitivamente las antiguas características arquitectónicas del edificio, como la escalera interior realizada por Cosimo Fanzago. Sin embargo, Gioffredo aportó profundas modificaciones al edificio, demoliendo la obra de Fanzago y reutilizando los materiales encontrados en el subsuelo durante las obras; también en esta ocasión salieron a la luz algunos fragmentos arqueológicos como las murallas griegas que datan del IV siglo a. C., actualmente visibles detrás del palacio.
Tras estos y otros acontecimientos, Marianna di Sangro decidió no retribuir el trabajo realizado por el arquitecto hasta ese momento. Así en 1761, doce años después del encargo, las obras se interrumpieron totalmente iniciándose una controversia entre las partes por la falta de pago, que perduró hasta principios del siglo XIX. Los Casacalenda ocuparon el palacio hasta 1831, cuando fueron sustituidos por la familia Del Balzo.
Jugaron en contra de Gioffredo algunas preocupaciones sobre la bondad de la ejecución de la obra planteadas por Vanvitelli, el cual encontró en la obra algunos defectos estructurales que provocaron daños al edificio. Vanvitelli empezó así en 1766 sus obras de remodelación del palacio: él trabajó sobre todo en el patio, donde construyó un pórtico con cuatro arcos sostenidos por ocho columnas de piperno provenientes de la iglesia de Santa Maria della Rotonda, encontrada durante las excavaciones y demolida en 1770.
En 1922 el ensanchamiento de la Via Mezzocannone obligó a que se demoliera una crujía del palacio. En esta ocasión también salieron a la luz numerosos hallazgos, entre los que destacan los restos de la iglesia paleocristiana de Santa Maria della Rotonda, llamada así debido a su planta circular, y los cimientos del templo de Vesta.
El palacio es sustancialmente obra de Mario Gioffredo, aunque Vanvitelli realizó algunos pequeños retoques de acabado, como los balcones y las lesenas de la fachada, que también han contribuido a determinar el aspecto actual del edificio.

## Descripción
La fachada del palacio es de orden dórico y se caracteriza por una planta baja de piperno sobre la que se elevan las plantas superiores; los portales están flanqueados por columnas de ese mismo orden de mármol blanco que sostienen los balcones del piano nobile.
Las ventanas del piano nobile se caracterizan por tímpanos alternos curvos y triangulares, mientras que entre esta planta y la superior hay pequeñas ventanas cuadradas conectadas a la segunda planta del palacio. El palacio, que originalmente tenía solo dos plantas, vio como posteriormente se añadió una tercera planta sobre la cornisa, caracterizada por ménsulas en relieve.
En el interior del edificio se encuentran frescos de Fedele Fischetti. Tres de ellos representaban el Sueño de Alejandro y fueron retirados y transportados al Museo de Capodimonte tras las obras de demolición producidas en 1922.
En el patio, articulado por arcos sostenidos por columnas y pilares, está la majestuosa y escenográfica escalera abierta.